# Meoto-Iwa

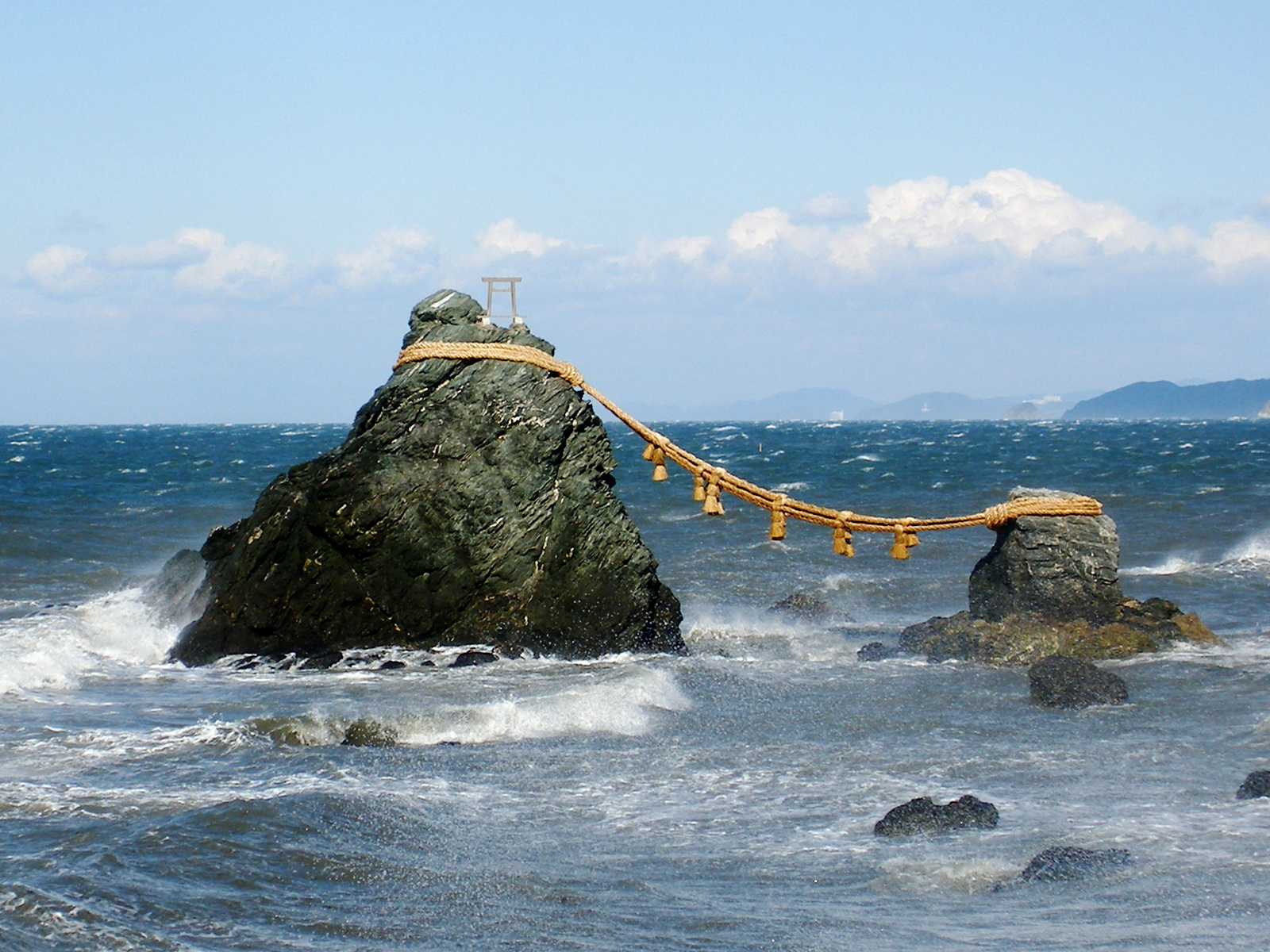
Meoto-Iwa

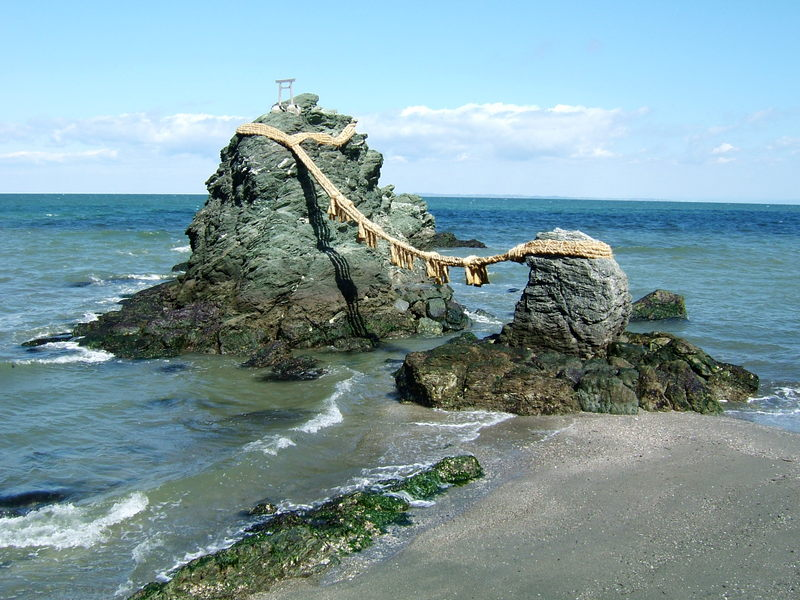
Nahaufnahme

Meoto-Iwa (japanisch 夫婦岩, wörtlich: „Ehemann-Ehefrau-Felsen“), auch die verheirateten Felsen genannt, sind ein Paar kleiner Felsen im Pazifik, nahe der südöstlichen Küste von Ise (vormals Futami) in der Präfektur Mie, Japan.
Die beiden Felsen sind durch ein Shimenawa-Seil verbunden und gelten für den benachbarten Okitama-Schrein, in dem die Nahrungsgöttin Miketsu verehrt wird, als Heiligtümer. In der Shintō-Mythologie repräsentieren sie die Verbindung der Kami Izanagi und Izanami, im weiteren Sinne stehen sie somit auch für die Ehe von Mann und Frau. Das über eine Tonne wiegende Seil muss mehrmals pro Jahr in einer speziellen Zeremonie ersetzt werden. Der größere Felsen, der männlich sein soll, hat ein kleines Torii auf seiner Spitze. Bei Ebbe sind die beiden Felsen nicht durch Wasser voneinander getrennt.
Die Felsen und der Okitama-Schrein befinden sich nahe dem Großen Schrein von Ise, dem höchsten Heiligtum im Schrein-Shintō.

## Liste anderer Meoto-Iwa
Obwohl die verheirateten Felsen in der Präfektur Ise mit Abstand am bekanntesten sind, gibt es eine Reihe weiterer Felsen(paare) in Japan mit gleichen oder ähnlichen Namen in folgenden Orten:
- Samani, Unterpräfektur Hidaka, Präfektur Hokkaidō: Oyako-iwa (親子岩)
- Kazamaura, Präfektur Aomori: Futami-iwa (二見岩)
- Nakadomari, Präfektur Aomori
- Ninohe, Präfektur Iwate
- Ichinoseki, Präfektur Iwate: Meoto-iwa (im früheren Senmaya) und Futami-iwa (二見石)
- Shika, Präfektur Ishikawa: Hatago-iwa[Anm. 1] (機具岩), Noto-futami (能登二見)
- Nakatsugawa, Präfektur Gifu: Meoto-iwa (女夫岩)
- Kōnan, Präfektur Kōchi
- Matsuyama, Präfektur Ehime
- Kurogi Präfektur Fukuoka
- Shima, Präfektur Fukuoka
- Takeo, Präfektur Saga: O-iwa-Me-iwa[Anm. 2] (雄岩雌岩)